# Вука (річка)
Вука (хорв. Vuka) — річка у східній частині Хорватії, завдовжки 114 км, права притока Дунаю.
За розміром посідає 11-те місце серед усіх річок Хорватії (площа водозабору становить 644 км². Річка розташована в Вуковарсько-Сремській жупанії, в регіоні Славонія. Вона впадає в Дунай біля міста Вуковар, назва якого походить від назви річки.